# Панасенко, Пётр Евстафьевич
Пётр Евстафьевич Панасенко (5 апреля 1915, Ильинка, Хабаровский край — 2007, Хабаровск) — советский слесарь-лекальщик завода «Дальдизель» министерства тяжёлого, энергетического и транспортного машиностроения СССР, Герой Социалистического Труда (1966). Почётный гражданин города Хабаровска (1983).

## Биография
Родился 5 апреля 1915 года в селе Ильинка, ныне Хабаровского района Хабаровского края, в русской семье рабочего.
Завершив обучение в семилетней школе, в возрасте 16-ти лет трудоустроился на завод «Дальсельмаш». Этот завод для семьи был родным, с 1911 по 1992 годы больше пятидесяти человек из рода Панасенко трудились на этом предприятии. Суммарный стаж всех представителей рода составил 1033 года. В 1932 году Пётр Панасенко завершил обучение в ФЗУ при заводе и стал трудиться в цехе по ремонту артиллерийских орудий. 
В годы Великой Отечественной войны, Панасенко являлся членом фронтовой бригады, ударно трудился выпуская оборонную продукцию. Неоднократно выезжал с подарками на фронт к фронтовикам. В послевоенные годы предприятие перешло на выпуск мирной продукции — дизелей различной модификации. Одним из первых Пётр Евстафьевич освоил выпуск новой продукции и стал ударником коммунистического труда.
За особые заслуги в развитии народного хозяйства Хабаровского края, Указом Президиума Верховного Совета СССР от 12 марта 1966 года Петру Евстафьевичу Панасенко было присвоено звание Героя Социалистического Труда с вручением ордена Ленина и золотой медали «Серп и Молот».
Панасенко был членом бюро Хабаровского горкома партии, избирался депутатом в городской Совет народных депутатов, являлся делегатом съезда профсоюзов СССР, был членом президиума Хабаровского краевого Совета ветеранов войны, труда, Вооруженных сил и правоохранительных органов, членом краевого Совета мира. Активный участник общественной жизни города Хабаровска.
23 мая 1983 года за большой личный вклад в развитие города и активную общественную деятельность ему было присвоено звание «Почетный гражданин города Хабаровска».
Проживал в Хабаровске. Умер в 2007 году.

## Награды
За трудовые и боевые успехи удостоен:
- золотая звезда «Серп и Молот» (12.03.1966),
- орден Ленина (12.03.1966),
- другие медали.
- Почётный гражданин города Хабаровска (23 мая 1983).